# Club Balonmano Elche
El Club Balonmano Elche, també CB Elche, és un equip d'handbol de la ciutat d'Elx fundat l'any 1958. Tant l'equip femení com el masculí, per motius de patrocini, competeixen amb el nom d'AtticGo Balonmano Elche. Actualment l'equip femenií juga a la Divisió d'Honor i l'equip masculí a primera nacional (2023).

## Història
L'any 1958 es va fundar el Club Balonmano Elche.

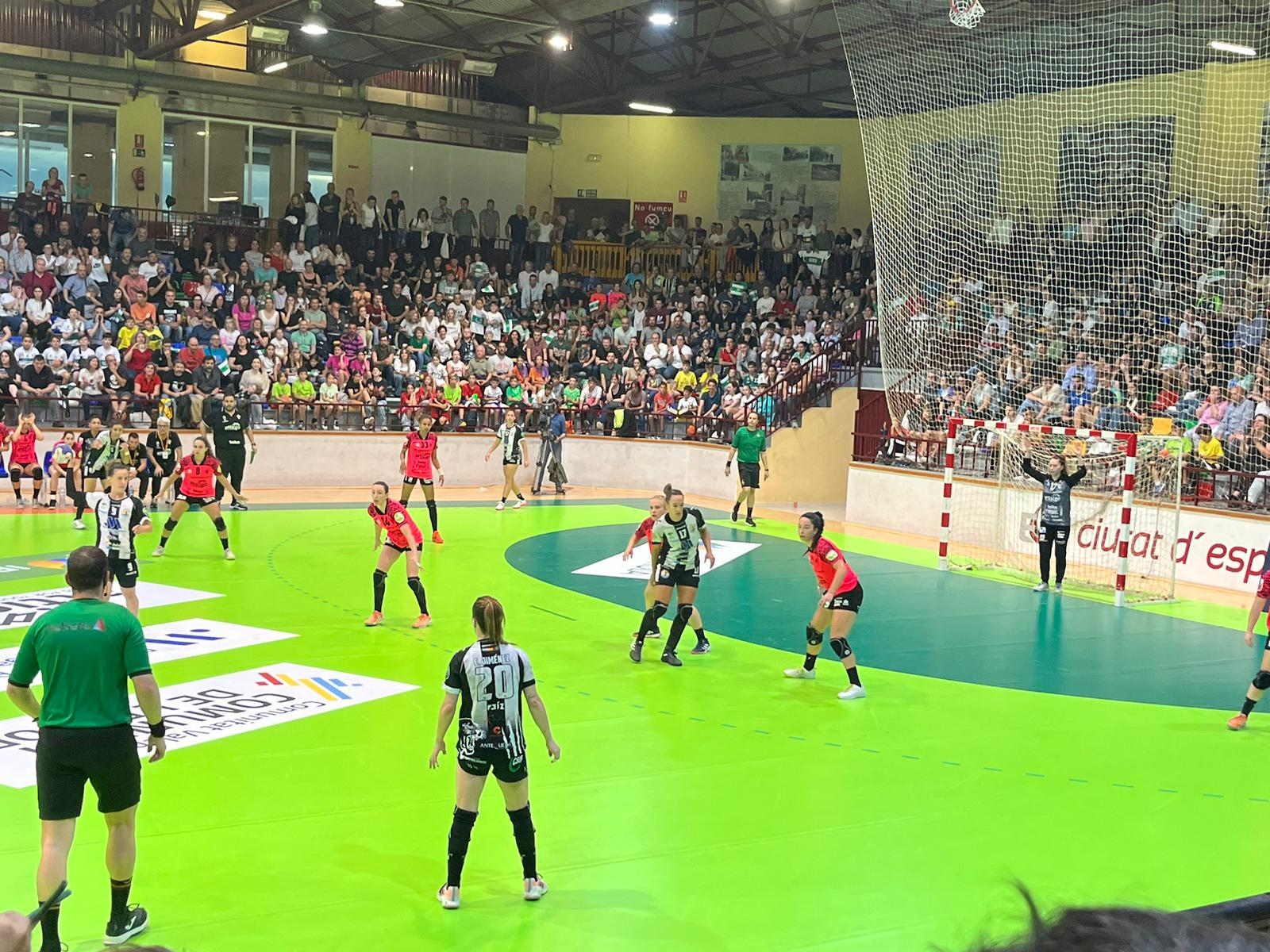
El CB Elche a la final de la Divisió d'Honor femenina del 2023.

L'equip femení ha estat el que més vegades ha jugat a la màxima divisió de la seva categoria i, a la temporada 2021-22 va aconseguir els seus primers títols, la Copa de la Reina d'handbol i la Supercopa d'Espanya. A més, ha estat un parell de vegades subcampió de lliga (2012–13 i 2019–20).
Durant molts anys, gràcies a un acord amb els col·legis salesians d'Elx, els Salesians San Rafael i els Salesians San José Artesano, l'equip escolar formava part de l'estructura organitzativa de l'handbol d'Elx. L'any 2021 el CD Salesians d'Elx es va escindir organitzativament del club i va abocar l'equip sènior a reorganitzar els seus equips de base.
A la temporada 2022 el club va deixar el Pavelló Municipal Zoilo Martín de la Sierra (antic Carrús), on hi va jugar durant 30 anys, pel Pavelló Municipal Esperanza Lag per potenciar l'arribada de patrocinadors i millorar les retransmissions de televisió.

## Palmarès
- 1 Copa de la Reina: 2021.
- 1 Supercopa d'Espanya femenina: 2022.
- 2 Subcampionats de la Divisió de Honor femenina: 2013 i 2020.

## Premis i reconeixements
- Millor Club Esportiu de la Província de 2013 (finalista el 2012) en els Premis Esportius Provincials de la Diputació d'Alacant.[6]